# 博内勒
博内勒（法語：Bonnelles，法語發音：[bɔnɛl] ⓘ）是法国中北部法兰西岛大区伊夫林省的一个市镇，属于朗布依埃区。 

## 地理
博内勒（48°37'7"N, 2°1'40"E）面积10.84 平方千米，位于法国法蘭西島大區伊夫林省，该省份为法国北部内陆省份，北起瓦兹河谷省，西接厄尔省，西南接厄尔-卢瓦省，东南接埃松省，东临上塞纳省。
与博内勒接壤的市镇（或旧市镇、城区）包括：比利永、隆维利耶、伊夫林地区罗什福尔、昂热维利耶、福尔日莱班、利穆尔、佩克斯。

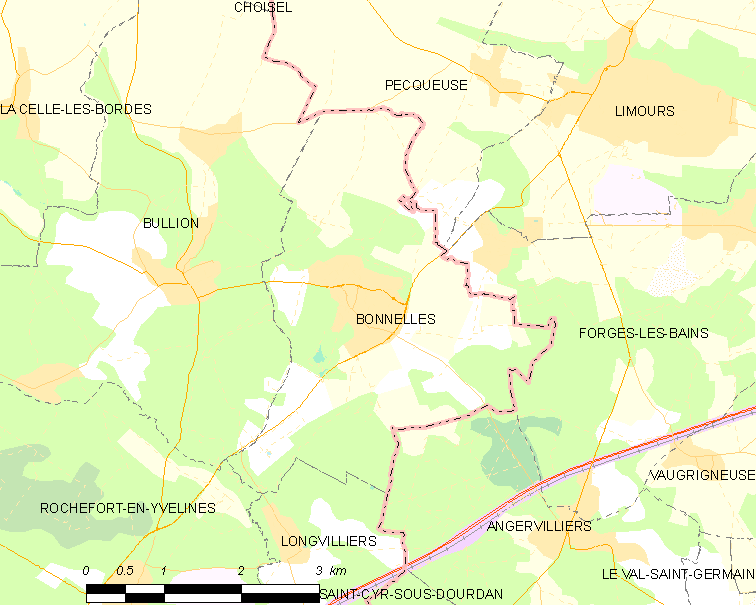
博内勒的OSM定位图

博内勒的时区为UTC+01:00、UTC+02:00（夏令时）。

## 行政
博内勒的邮政编码为78830，INSEE市镇编码为78087。

## 政治
博内勒所属的省级选区为朗布依埃县。

## 人口

1962-2008年间博内勒人口变化图示

博内勒于2022年1月1日时的人口数量为2211人。